# Schweizer Mass-System
Das Schweizer Mass-System (SMS), bis 1996 SINK-Norm, ist ein herstellerneutraler Schweizer Standard für Einbauküchen. Das Masssystem regelt im Gegensatz zur jüngeren europäischen Norm EN 1116 alle Einbaumasse für Einbauküchen und ermöglicht herstellerübergreifenden Geräteersatz. Das Grundmass ist 55-60-90: 55 cm Elementbreite (gegenüber 60 cm bei der Euronorm), 60 cm Arbeitstiefe und 90 cm Arbeitshöhe. Die Höheneinteilung basiert auf einem Raster von «Sechsteln» (1/6 ≙ 127 mm ≙ 5 Zoll).
Die Ursprünge des Systems sind heute nicht mehr rekonstruierbar. Wegweisend für die Entwicklung war die Frankfurter Küche. Drei treibende Kräfte lassen sich ausmachen: der Elektrogerätehersteller Therma AG, dessen technischer Direktor und Chefdesigner von 1958 bis 1968, Hans Hilfiker, sowie die Metallwarenfabrik Franke. Diesen Pionieren schlossen sich weitere interessierte Kreise in der Arbeitsgemeinschaft Schweizerische Industriekommission zur Normung der Küche SINK an.
Seit Beginn seiner Tätigkeit bei Therma widmete sich Hilfiker der Rationalisierung. Er erkannte die Bedeutung der Masshaltigkeit für die Einbauküche und war an der Ausarbeitung des Systems federführend beteiligt. Ab seinem Firmeneintritt bei Therma basierten alle Neuentwicklungen auf diesem Grundmass. In Verbindung mit einer entsprechenden Gestaltung gelang ihm «eine beispielhafte formale Einheit von Produktgestalt, Konstruktion, Funktion und werbegrafischem Erscheinungsbild».
Ein Prototyp nach dieser Norm wurde auf der EXPO 1964 in Lausanne gezeigt. Die Norm wurde nie geändert.
Mit der aufgezwungenen Übernahme der Europäischen Norm 1995 verlor das Massystem den Status einer Norm und wurde auf einen Branchenstandard herabgestuft. Allgemein weiterhin als «Schweizer Norm» (CH-Norm) bezeichnet, blieb es jedoch auf dem Schweizer Markt dominierend und Geräte nach diesem Standard hatten 2005 noch zwei Drittel Marktanteil.

## Herleitung
Grundlage für die Masskonvention waren die in der Küche zu verrichtenden Arbeiten und statistisch ermittelte anthropometrische Masse.

### 90, die Arbeitshöhe
Die mittlere Arbeitshöhe zum Kochen wurde mit 85 cm ermittelt. Für den Spültrog ergab sich bei einer Beckentiefe von 16 cm eine mittlere Höhe von 92 cm (Griffachse nach unten). Da ein Kochherd leicht auch etwas höher angeordnet sein kann, ein tieferes Spülbecken aber eine sehr unangenehme gebückte Haltung erfordert, wurde zugunsten einer Einheitshöhe der Kompromiss von 90 cm geschlossen. Da die Sockelhöhe frei wählbar ist, lassen sich aber auch individuelle Arbeitshöhen realisieren.

### 60, die Arbeitstiefe
Die Arbeitstiefe von 60 cm leitet sich von der mittleren Armlänge ab (Griffachse nach vorn). Stosselemente haben auch 30 cm.

### 55, das Elementmass
Das Elementmass ist eine rein rational rechnerisch abgeleitete Grösse. Die wirtschaftlichste Grundfläche eines Geräts ist das Quadrat. Es galt also, von der Arbeitsplattentiefe herunterzurechnen. Vorne waren das zunächst 2 cm Überstand für den Tropfrand, seitlich und hinten je 2 cm für die Möbelwandstärke. Um einen hygienischen Wandanschluss gewährleisten und bauliche Toleranzen ausgleichen zu können, rechnete Hilfiker zusätzlich 1 cm. Die Seitenlänge war somit mit 55 cm bestimmt.
In der Folge sollte dieses Mass zu den meisten Diskussionen Anlass geben, da es vom allgemeinen 10 cm-Bauraster abweicht. Der Umstand, dass dieses Mass nicht direkt von einem Körpermass abgeleitet war, bot einen willkommenen Ansatzpunkt für Kritik. Vergleicht man es aber mit der wenig später lancierten Gastronorm (530x325) und den darauf basierenden Tablettgrössen (VESKA: 530x375 bzw. EN: 530x370), ergibt sich kein Bedarf für eine grössere Breite. Interessanterweise kam Interlübke unabhängig davon – allerdings viel später – mittels Ableitung von der Schulterbreite (bideltoid) ebenfalls auf ein Innenmass von 55 cm.

### Sechstel (n/6)
Der Sechstel ist die Einheit, in der die Höhe von Küchenmöbeln und Geräten bemessen ist.  Mit dem Höhenraster in Sechsteln (n/6) sind alle Lichtmasse der Nische bestimmt. Diese Höheneinteilung ist im Bereich der Küchennormen einzigartig und ermöglicht einen einfachen, herstellerunabhängigen Austausch von Geräten auch noch nach Jahrzehnten – ein gewichtiger Grund, warum sich dieses Masssystem gegenüber anderen so gut gehalten hat.
Da es damals in der Schweiz üblich war, die Küchenkombination auf einen gemauerten Sockel von 10,5 cm (Sockelplatte von 10 cm plus 5 mm Fuge) zu stellen und die Arbeitsplatte aus Chromstahl eine Stärke von 3 cm aufwies, blieben 76,5 cm für die Gerätehöhe übrig, die es sinnvoll zu unterteilen galt. Die Teilung in sechs gleiche Teile erschien Hans Hilfiker die günstigste. Abgerundet auf den ganzen Millimeter ergab sich so eine Höhe von 12,7 cm. Die verbleibenden 3 mm Rundungsdifferenz begründete er mit Masstoleranzen. Sie sind aber auch für die Belüftung der Einbaugeräte notwendig und ermöglichen ein einfaches Einschieben der Einbauelemente.
Der Zwischenraum zwischen Unter- und Oberschränken (je 6/6) bemisst sich ebenfalls in Sechsteln (4/6), sodass sich die Horizontaleinteilung über die ganze Küche erstreckt und auch die Hochschränke (16/6) mit einbezieht.

### Ästhetik
Mit der Fronteinteilung in drei unterschiedlich grosse Zonen bei Einbauherden visualisierte Hilfiker die Höheneinteilung und setzte so einen gestalterischen Akzent.
«Damit implizierte Hilfiker, dass man es nicht mehr mit einem Einzelobjekt aus einem Guss zu tun hatte, sondern mit einem modularen Objekt, das aus einzelnen, auswechselbaren Elementen bestand und Teil eines grösseren Ganzen war. Die formale Ausprägung des Kochherds war somit Ausdruck einer gestalterischen Haltung, die nicht mehr das Einzelstück, sondern das Zusammenwirken einzelner Teile in einem Gesamtkomplex in den Vordergrund rückte.»
Das Verhältnis der Arbeitshöhe zur Elementbreite ist eine gute Näherung des Goldenen Schnitts.

## Normenstreit
Bereits in den fünfziger Jahren – früher als in anderen europäischen Ländern – war es in der Schweiz üblich, der Philosophie der Frankfurter Küche folgend Wohnungen mit gebrauchsbereiten Küchen auszustatten. Bis in die sechziger Jahre verstand man im restlichen Europa unter Einbau, dass Geräte unter eine durchgehende Arbeitsplatte gestellt werden können. Diese Unterbaufähigkeit wurde durch einen abnehmbaren Gerätedeckel erreicht. Die Geräte wurden üblicherweise bei einem Wohnungswechsel mitgezügelt. Weitere Geräte stellte man, wie bei der Schwedenküche, weiterhin einfach seitlich an. Als 1967 die SINK ihre Norm dem deutschen Küchenverband AMK vorstellte und zur Übernahme empfahl, bestand ein riesiger Unterschied in der Auffassung, was überhaupt eine Einbauküche ist. Die deutschen Hersteller zogen das Planungsmodul 6M (60 cm) vor. Als die erste DIN 68901 «Kücheneinrichtungen – Koordinationsmaße für Küchenmöbel und Küchengeräte» 1973 Gültigkeit erlangte, war der Streit um die richtige Breite eröffnet.
Hauptkritikpunkt war und ist die Nischenbreite von 55 cm, die nicht dem üblichen Baumodul (10 cm) entspricht. Man störte sich aber auch an der Bevorzugung von in der Schweiz hergestellten Produkten. Die Auseinandersetzungen gipfelten in den achtziger Jahren in der Spaltung des damaligen Küchenverbandes und dem Einbezug der Kartellkommission. 1983 spaltete sich der Verband zur Förderung der Modernen Küche VFMK vom Verband der Schweizer Fabrikanten von Einbauküchen VSFE ab, der Mitte der siebziger Jahre aus der SINK hervorgegangen war. Er distanzierte sich klar von der Schweizer Norm und pflegte den Kontakt mit Küchen- und Geräte-Importeuren, mit deren Unterstützung er die Diskussion um Normen und Kartellverstösse in Gang hielt. Die Gegenseite bekämpfte diese «internationale Unzulänglichkeit» vehement.
Die Kartellkommission entschied 1989, dass die SINK-Norm zwar die ausländischen Hersteller benachteilige, fand dies aber gerechtfertigt, da die SINK-Norm herstellerunabhängig sei, was man von der DIN-Norm nicht sagen könne. Weil die Schweizer Norm älter als alle anderen Normen sei, könne man auch nicht von einer absichtlichen Benachteiligung reden. Die Kommission setzte auf eine europäische Harmonisierung, der sich die Schweiz anpassen müsse.
Mit der EN 1116 erschien 1995 erstmals eine europäische Norm für Küchenmöbel und Geräte. Sie basiert auf der DIN-Norm 68901. Die SINK-Norm blieb unberücksichtigt. Durch internationale Verträge gebunden, war die Schweizerische Normen-Vereinigung verpflichtet, diese ebenfalls zu übernehmen. Seit 1996 existieren daher auf dem Schweizer Markt zwei «offizielle» Masssysteme, das Schweizer Mass-System (vormals SINK-Norm) als Branchenusanz und die SN EN 1116 als Schweizer Norm.
Im Jahr 2000 schlossen sich die zwei Verbände wieder zum heutigen Küchen-Verband Schweiz zusammen. In der Haltung bezüglich Normen gibt man sich pragmatisch und überlässt die Wahl dem Kunden. Das sind in der Schweiz mit einem – im europäischen Vergleich – sehr hohen Mietwohnungsanteil in erster Linie institutionelle Anleger (Pensionskassen) mit einem hohen Altwohnungsbestand, in dem das Schweizer Mass-System einen kostengünstigen Geräteersatz garantiert.

## Vergleich

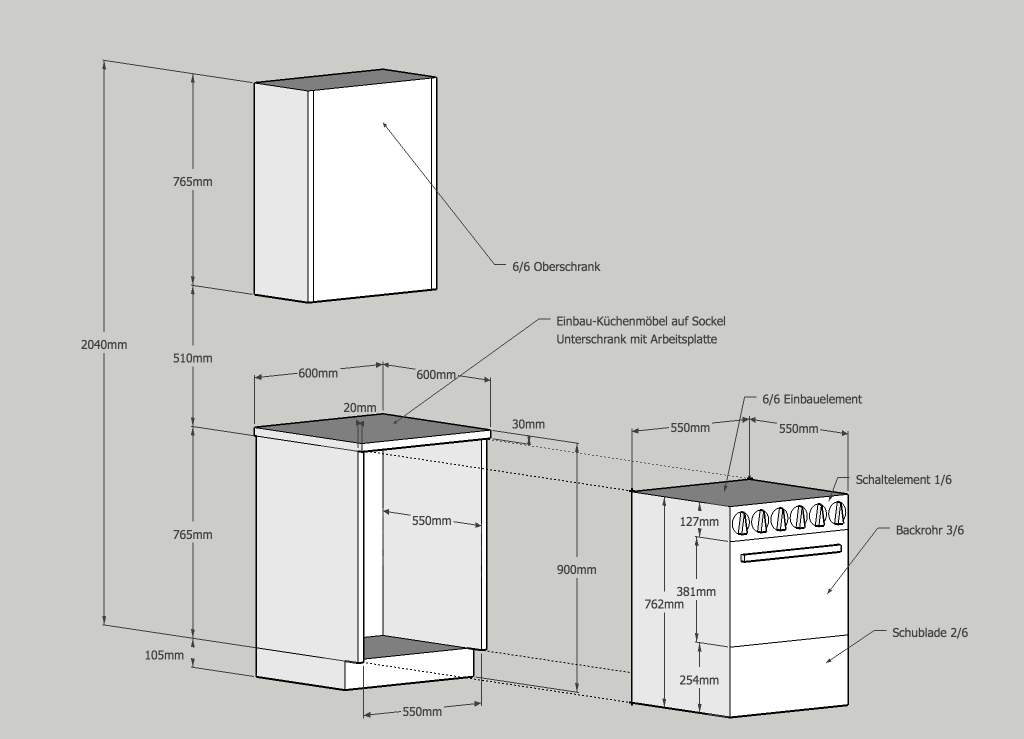
Schweizer Mass-System (vormals SINK-Norm), Gerät mit 1-3-2 Fronteinteilung nach Hans Hilfiker

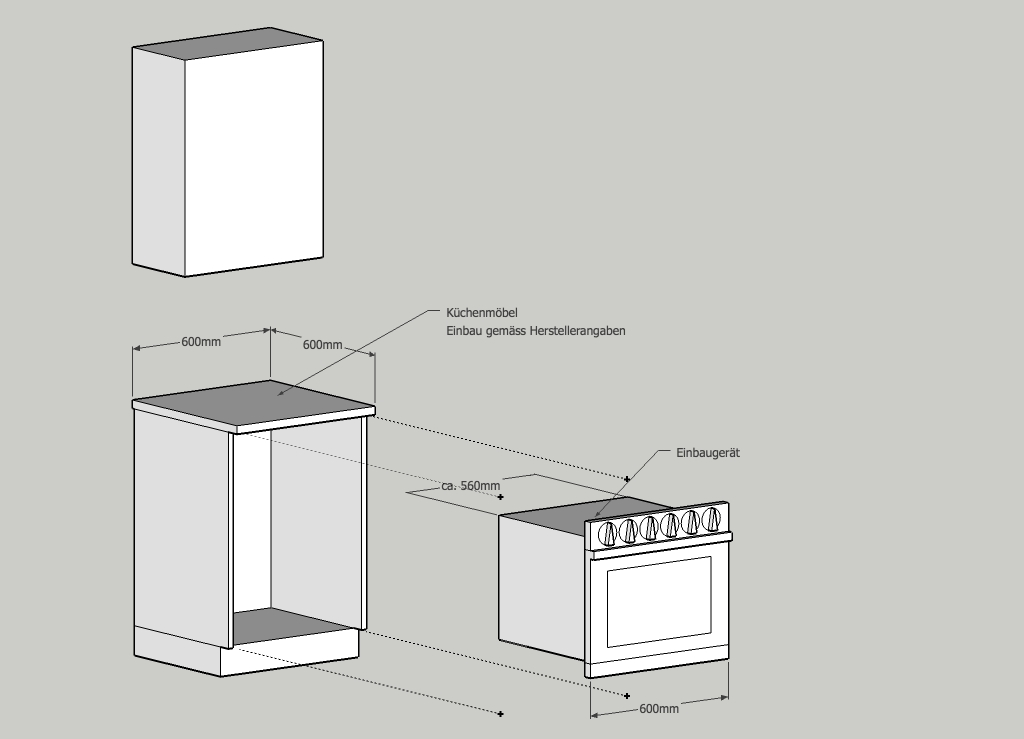
EN 1116 (vormals DIN 68901 «Kücheneinrichtungen – Koordinationsmaße für Küchenmöbel und Küchengeräte»)

Der wesentliche konstruktive Unterschied zwischen SMS und EN 1116 ist, dass im schweizerischen System das Gerät zwischen flankierende Wände eingeschoben wird, während die europäische Norm einen Einbau in ein auf Herstellerangaben beruhendes Gehäuse verlangt. Die spatiale Definition der schweizerischen Norm definiert die Nische. Die Frontfläche von EU-Geräten (Unterbaumodell mit Arbeitsplatte bzw. Anstellgerät) entspricht einem DIN A1-Blatt. Die axiale Definition der europäischen Norm legt lediglich ein vertikales Raster fest, dem sowohl Möbel- als auch Gerätehersteller verpflichtet sind. Daraus resultiert ein Zielkonflikt, denn ein 60 cm breites Gerät (z. B. Spülmaschine) kann nicht in ein ebensobreites Möbel eingebaut werden. Daher muss zwischen Unterbaumodellen und echten Einbaugeräten unterschieden werden. Die Breite der Einbaunische für europäische Geräte beträgt ungefähr 56 cm und ist nicht näher definiert. Der effektive Unterschied ist mit etwa 1 cm sehr gering. Geräte, die in beiden Normen auf dem Markt sind, unterscheiden sich nur in der Gerätefront, bei gleichem Innenleben. In diesem Vergleich sind notwendige Randabstände, die zum Bedienen notwendig sind, nicht berücksichtigt. Im europäischen System kommen also auf beiden Seiten noch 5 cm hinzu, um wieder im Dezimeter-Raster zu sein. Beim SMS sind dies nur 0–2,5 cm pro Seite. Das Schweizer Mass-System ermöglicht somit eine bessere Raumausnützung.
Beide Systeme basieren in den Massen auf der Durchschnittsgrösse von Frauen. Eine Arbeitshöhe von 86 cm, wie sie die DIN vorsah, ist lediglich zum Kochen ideal. Die neueste Ausgabe der europäischen Norm sieht neben der ursprünglichen Arbeitshöhe auch eine Arbeitshöhe von 91 cm vor (Hochraumgeräte).
Geräte mit identischen Abmessungen sind selbst beim selben Hersteller nicht garantiert. Der Aufwand zum Einpassen in das Möbel wird meist zusätzlich verrechnet.

## Markt
Auf dem Schweizer Markt konkurrieren die EU-Norm und der schweizerische Standard miteinander. In beiden Masssystemen stehen ausreichend Geräte bei vergleichbaren Preisen zur Verfügung. Lange boten europäische Hersteller konsequent nur EU-Geräte an. Inzwischen bieten auch sie auf dem Schweizer Mass-System basierende Produkte an.